# The One I Loved Back Then (The Corvette Song)
Singles de George Jones
Who's Gonna Fill Their Shoes
(1985) Somebody Wants Me Out of the Way
(1986)
The One I Loved Back Then (The Corvette Song) est une chanson country écrite par Gary Gentry et enregistrée par le chanteur américain de musique country George Jones. La chanson a été enregistrée pour son album Who's Gonna Fill Their Shoes (1985), dont elle est le second single extrait fin 1985.

## Texte et musique
La chanson évoque la fascination de l'homme pour les voitures rapides et les jolies filles, et relève certains « points communs » entre les deux.
Dans la chanson, le chanteur et sa petite amie sortent pour une balade en voiture (dans la Corvette du chanteur) quand le chanteur s'arrête dans un magasin sur le bord de la route pour acheter de la bière et des cigarettes. Tandis que le chanteur paye ses achats, le caissier, apercevant la Corvette du chanteur garée dehors, raconte au chanteur qu'il en avait une comme elle il y a bien longtemps (en 1963) qui lui a été enlevée par ce « type à la banque. » Pensant que le caissier parle de sa voiture, le chanteur lui propose de prendre ses clés et « d'aller faire un tour avec elle. »  Souhaitant dissiper l'erreur du chanteur, le caissier lui révèle qu'il ne parle pas de la voiture, mais de sa petite amie qui attend dans le véhicule.
Les soi-disant « points communs » entre les voitures et les filles sont donnés dans le refrain : plus chaude qu'un pistolet à deux dollars, la plus rapide du coin, longue et mince, le rêve de tout jeune homme, qui fait tourner les têtes de toute la ville, bien faite et agréable à tenir.

## Réception

### Réception commerciale
La chanson a atteint la 3e position du hit-parade Hot Country Singles début 1986.

## Positions dans les hits-parade
| Hit-parade (1985–1986)             | Position |
| ---------------------------------- | -------- |
| U.S. Billboard Hot Country Singles | 3        |
| Canadian RPM Country Tracks        | 2        |